# Adi Tekelezan
Adi Tekelezan ist eine Stadt in Eritrea in der Region Anseba und ist die Hauptstadt des Bezirks Adi Tekelezan.

## Geografie
Adi Tekelezan liegt auf der Strecke zwischen Asmara und Keren. Von Asmara nach Adi Tekelezan sind es 42 km. 

## Gesundheitswesen
In der Stadt Adi Tekelezan gibt es ein für die medizinische Grundversorgung der Bevölkerung in der Region bedeutendes Spital. Das Spital ist nicht nur auf Pflege, sondern auch auf Forschung spezialisiert.